# Jérémie Aliadière
Jérémie Aliadiere (Rambouillet, Francia, 30 de marzo de 1983) es un exfutbolista francés, de ascendencia argelina. Jugaba de delantero y su último equipo fue el FC Lorient de la Ligue 1 de Francia. Sin embargo, llegó a jugar muchos años en la Premier League de Inglaterra.

## Selección nacional
Ha sido internacional con la Selección de fútbol de Francia Sub-21.

## Títulos
| TÍTULOS              | PAÍS       | AÑOS             | CANTIDAD |
| -------------------- | ---------- | ---------------- | -------- |
| Scottish Premiership | Escocia    | 2005/06          | 1        |
| Liga de Escocia      | Escocia    | 2005/06          | 1        |
| Premier League       | Inglaterra | 2003/04          | 1        |
| FA Cup               | Inglaterra | 2002/03, 2004/05 | 2        |
| Supercopa Inglaterra | Inglaterra | 2002, 2004       | 2        |

## Clubes
| CLUB                  | AÑO       | PAÍS       | PARTIDOS JUGADOS | GOLES |
| --------------------- | --------- | ---------- | ---------------- | ----- |
| Arsenal Football Club | 2001-2007 | Inglaterra | 50               | 9     |
| Middlesbrough         | 2007-2010 | Inglaterra | 86               | 12    |
| Lorient               | 2011-2014 | Francia    | 56               | 23    |
| Umm-Salal             | 2014-2016 | Catar      | 37               | 9     |
| Lorient               | 2016-2017 | Francia    | 17               | 2     |

## Valor de Mercado
| AÑO  | EQUIPO        | VALOR(euros) |
| ---- | ------------- | ------------ |
| 2004 | Arsenal FC    | 1,00 M       |
| 2008 | Middlesbrough | 4,50 M       |
| 2010 | Lorient       | 900 K        |
| 2013 | Lorient       | 3,50 M       |
| 2017 | Lorient       | 500 K        |

## Tops de la Competición
| TEMPORADA | PAÍS       | COMPETICIÓN    | TÍTULO            |
| --------- | ---------- | -------------- | ----------------- |
| 2003/04   | Inglaterra | League Cup     | 3º M. Goleador    |
| 2006/07   | Inglaterra | Carling Cup    | 3º M. Goleador    |
| 2007/08   | Inglaterra | Premier League | 1º Tarjetas Rojas |
| 2011/12   | Francia    | Coupe Ligue    | 4º M. Goleador    |
| 2012/13   | Francia    | Ligue 1        | 5º M. Goleador    |

## Palmarés

### Campeonatos nacionales
| Título            | Club       | País       | Año  |
| ----------------- | ---------- | ---------- | ---- |
| FA Premier League | Arsenal FC | Inglaterra | 2001 |
| Copa FA           | Arsenal FC | Inglaterra | 2002 |
| Community Shield  | Arsenal FC | Inglaterra | 2002 |
| Copa FA           | Arsenal FC | Inglaterra | 2003 |
| FA Premier League | Arsenal FC | Inglaterra | 2004 |
| Community Shield  | Arsenal FC | Inglaterra | 2004 |
| Copa FA           | Arsenal FC | Inglaterra | 2005 |